# Pangako Sa ’Yo
Pangako Sa ’Yo ist eine philippinische Drama-Fernsehserie, die vom 13. November 2000 bis zum 20. September 2002 auf ABS-CBN ausgestrahlt wurde.

## Hintergrund
Die Serie wurde vom 13. November 2000 bis zum 20. September 2002 für 486 Episoden ausgestrahlt. Die höchste Einschaltquote hatte mit 64,9 % das Serienfinale, womit es die zweithöchste nationale Quote für eine TV-Folge erreichte (nach Esperanza) und die meistgesehene finale Folge einer philippinischen Fernsehserie war. Ein Remake wurde im Jahr 2015 produziert, mit Angelica Panganiban, Ian Veneracion, Kathryn Bernardo, Daniel Padilla und Jodi Sta. Maria, die auch in der Original-Serie mitgespielt hatten.

## Besetzung
| Schauspieler       | Rolle                                                        |
| Kristine Hermosa   | Yna Macaspac / Yna Macaspac-Buenavista / Maria Amor de Jesus |
| Jericho Rosales    | Angelo Buenavista / Nathaniel de la Merced                   |
| Eula Valdez        | Amor de Jesus-Powers / Amor de Jesus-Buenavista              |
| Jean Garcia        | Madam Claudia Zalameda-Buenavista / Claudia Zalameda-Barcial |
| Tonton Gutierrez   | Eduardo Buenavista                                           |
| Jestoni Alarcon    | Diego Buenavista                                             |
| Amy Austria        | Lourdes Magbanua-Buenavista                                  |
| Jodi Sta. Maria    | Lia Buenavista-Mobido                                        |
| Patrick Garcia     | Jonathan Mobido                                              |
| Vanessa del Bianco | Bea Bianca Bejerrano / Electrika Powers                      |
| Dianne dela Fuente | Maria Amor de Jesus / Clarissa Barcial                       |
| Eva Darren         | Belen Macaspac                                               |
| Cris Daluz         | Francisco "Isko" Macaspac                                    |
| Hazel Ann Mendoza  | Flerida Macaspac                                             |
| Evangeline Pascual | Betty Mae Verseles                                           |
| Minnie Aguilar     | Coring                                                       |
| Michelle Bayle     | Felicity Banks                                               |